# Pidvolochysk (huyện)
Huyện Pidvolochysk (tiếng Ukraina: Підволочиський район, chuyển tự: Pidvolochysks’kyi raion) là một huyện của tỉnh Ternopil thuộc Ukraina. Huyện Pidvolochysk có diện tích 837 kilômét vuông, dân số theo điều tra dân số ngày 5 tháng 12 năm 2001 là 46190 người với mật độ 55 người/km2. Trung tâm huyện nằm ở Pidvolochysk.